# Rhodostrophia aidela
Rhodostrophia aidela là một loài bướm đêm trong họ Geometridae.